# IC 1933
IC 1933 est une galaxie spirale située dans la constellation de l'Horloge. Sa vitesse par rapport au fond diffus cosmologique est de 996 ± 6 km/s, ce qui correspond à une distance de Hubble de 14,7 ± 1,0 Mpc (∼47,9 millions d'al). Elle a été découverte par l'astronome américain DeLisle Stewart en 1898.
La classe de luminosité d'IC 1933 est IV et elle présente une large raie HI.
À ce jour, près d'une vingtaine de mesures non basées sur le décalage vers le rouge (redshift) donnent une distance de 18,911 ± 4,788 Mpc (∼61,7 millions d'al), ce qui est à l'intérieur des valeurs de la distance de Hubble.

## Groupe de IC 1954
IC 1933 fait partie du groupe de IC 1954 qui comprend au moins six galaxies brillantes dans le domaine des rayons X. Les autres galaxies du groupe sont NGC 1311, IC 1954, ESO 200-G045, NGC 1249 et IC 1959.